# 小樽郡
小樽郡（日语：／ Otaru gun */?）為過去日本北海道後志支廳轄下的郡，轄區包含現在小樽市的部份區域。已於1940年9月1日因無管轄町村而廢除。
郡名源自於阿伊努語的「ota-ru-nay」（侵蝕沙灘的河川/沙灘上有痕跡的河川）、「ota-nay」（沙的河川）或「ota-or-nay」（沙灘中的河川）。

## 沿革

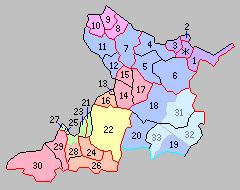
北海道一・二級町村制施行時小樽郡下辖町村（1.朝里村 ＊：小樽区 紫：小樽市）

- 1869年8月15日：北海道設置11國86郡，後志國小樽郡成立。
- 1897年11月：北海道實施支廳制，此時小樽郡下轄小樽市街、朝里村、熊碓村、張碓村、錢函村、奧澤村。[2]（1市街5村）
- 1899年10月1日：奧澤村和小樽市街合併改設置小樽區（現在的小樽市），並脫離小樽郡之管轄。（4村）
- 1902年4月1日：朝里村、熊碓村、張碓村、錢函村合併為朝里村，並成為北海道二級村。（1村）
- 1940年9月1日：朝里村和高島郡高島町併入小樽市[3]，並脫離小樽郡之管轄；同時小樽郡因無管轄町村而廢除。